# The Very Best of Sheryl Crow
The Very Best of Sheryl Crow es un álbum de grandes éxitos de la cantante y compositora estadounidense Sheryl Crow, lanzado el 13 de octubre de 2003 en el Reino Unido y 4 de noviembre de 2003, en los Estados Unidos.
El álbum fue un éxito comercial, alcanzó el puesto número 2 tanto en el UK Album Chart y el Billboard 200, vendiendo 4 millones de unidades en los Estados Unidos a partir de enero de 2008. El álbum también recibió una acreditación de Platino por la Federación Internacional de la Fonográfica Industria de las ventas de más de 1 millón de copias en Europa.

## Lista de temas
| Edición de Reino Unido |                                               |                                                                                         |          |  |
| N.º                    | Título                                        | Escritor(es)                                                                            | Duración |  |
| 1.                     | «All I Wanna Do»                              | Wyn Cooper, Sheryl Crow, David Baerwald, Bill Bottrell, Kevin Gilbert                   | 4:34     |  |
| 2.                     | «Soak Up The Sun»                             | Sheryl Crow, Jeff Trott                                                                 | 4:52     |  |
| 3.                     | «My Favorite Mistake»                         | Sheryl Crow, Jeff Trott                                                                 | 4:07     |  |
| 4.                     | «The First Cut Is The Deepest»                | Cat Stevens                                                                             | 3:47     |  |
| 5.                     | «Everyday Is a Winding Road»                  | Sheryl Crow, Brian MacLeod, Jeff Trott                                                  | 4:17     |  |
| 6.                     | «Leaving Las Vegas»                           | Sheryl Crow, Bill Brotell, David Baerwald, Kevin Gilbert, David Ricketts                | 5:10     |  |
| 7.                     | «Strong Enough»                               | Sheryl Crow, Bill Brotell, David Baerwald, Kevin Gilbert, Brian MacLeod, David Ricketts | 3:12     |  |
| 8.                     | «Light In Your Eyes»                          | Sheryl Crow, John Shanks                                                                | 4:02     |  |
| 9.                     | «If It Makes You Happy»                       | Sheryl Crow, Jeff Trott                                                                 | 5:25     |  |
| 10.                    | «Run Baby Run»                                | Sheryl Crow, David Baerwald, Bill Bottrell                                              | 6:20     |  |
| 11.                    | «Picture» (Kid Rock cantando con Sheryl Crow) | Kid Rock, Sheryl Crow                                                                   | 4:58     |  |
| 12.                    | «C'mon C'mon» (Cantada con The Corrs)         | Sheryl Crow                                                                             | 3:26     |  |
| 13.                    | «A Change Would Do You Good»                  | Sheryl Crow, Brian MacLeod, Jeff Trott                                                  | 3:51     |  |
| 14.                    | «Home»                                        | Sheryl Crow                                                                             | 4:51     |  |
| 15.                    | «There Goes the Neighborhood»                 | Sheryl Crow, Jeff Trott                                                                 | 5:04     |  |
| 16.                    | «I Shall Believe»                             | Sheryl Crow, Bill Bottrell                                                              | 5:38     |  |
| 17.                    | «Let's Get Free»                              |                                                                                         | 3:44     |  |

| Edición de USA |                                                  |                                                                                         |          |  |
| N.º            | Título                                           | Escritor(es)                                                                            | Duración |  |
| 1.             | «All I Wanna Do»                                 | Wyn Cooper, Sheryl Crow, David Baerwald, Bill Bottrell, Kevin Gilbert                   | 4:34     |  |
| 2.             | «Soak Up The Sun»                                | Sheryl Crow, Jeff Trott                                                                 | 4:52     |  |
| 3.             | «My Favorite Mistake»                            | Sheryl Crow, Jeff Trott                                                                 | 4:07     |  |
| 4.             | «The First Cut Is The Deepest»                   | Cat Stevens                                                                             | 3:47     |  |
| 5.             | «Everyday Is a Winding Road»                     | Sheryl Crow, Brian MacLeod, Jeff Trott                                                  | 4:17     |  |
| 6.             | «Leaving Las Vegas»                              | Sheryl Crow, Bill Brotell, David Baerwald, Kevin Gilbert, David Ricketts                | 5:10     |  |
| 7.             | «Strong Enough»                                  | Sheryl Crow, Bill Brotell, David Baerwald, Kevin Gilbert, Brian MacLeod, David Ricketts | 3:12     |  |
| 8.             | «Light In Your Eyes»                             | Sheryl Crow, John Shanks                                                                | 4:02     |  |
| 9.             | «If It Makes You Happy»                          | Sheryl Crow, Jeff Trott                                                                 | 5:25     |  |
| 10.            | «The Difficult Kind»                             | Sheryl Crow                                                                             | 6:20     |  |
| 11.            | «Picture» (Kid Rock cantando con Sheryl Crow)    | Kid Rock, Sheryl Crow                                                                   | 4:58     |  |
| 12.            | «Steve McQueen»                                  | Sheryl Crow, John Shanks                                                                | 4:02     |  |
| 13.            | «A Change Would Do You Good»                     | Sheryl Crow, Brian MacLeod, Jeff Trott                                                  | 3:51     |  |
| 14.            | «Home»                                           | Sheryl Crow                                                                             | 4:51     |  |
| 15.            | «There Goes the Neighborhood»                    | Sheryl Crow, Jeff Trott                                                                 | 5:04     |  |
| 16.            | «I Shall Believe»                                | Sheryl Crow, Bill Bottrell                                                              | 5:38     |  |
| 17.            | «The First Cut Is The Deepest» (Country version) | Cat Stevens                                                                             | 3:44     |  |

## Posicionamiento

### Listas
| Lista (2003)          | Posicionamiento |
| --------------------- | --------------- |
| Alemania Chart        | 17              |
| Austrian Albums Chart | 12              |
| Bélgica (Flanders)    | 20              |
| Canadian Albums Chart | 2               |
| Danish Albums Chart   | 35              |
| EE. UU. Billboard 200 | 2               |
| Francia SNEP          | 6               |
| Holanda Chart         | 72              |
| UK Albums Chart       | 2               |